# Sphenodesme floribunda
Sphenodesme floribunda là một loài thực vật có hoa trong họ Hoa môi. Loài này được Chun & F.C.How miêu tả khoa học đầu tiên năm 1958.